# ایوان گونزالس (بازیکن فوتبال، زاده ۱۹۸۸)
ایوان گونزالس (انگلیسی: Iván González؛ زادهٔ ۱۵ فوریهٔ ۱۹۸۸) بازیکن فوتبال اهل اسپانیا است.
از باشگاه‌هایی که در آن بازی کرده‌است می‌توان به باشگاه فوتبال رئال مادرید، باشگاه فوتبال ویسوا کراکوف، باشگاه فوتبال رئال مادرید کاستیا، باشگاه فوتبال ارتسگبیرگ آئو، آ.اس.آ ترگو مورش، و باشگاه فوتبال مالاگا اشاره کرد.